# Буха, Бошко
Бошко Буха (серб. Бошко Буха; 1926, Градина — 1943, Ябука) — югославский сербский партизан, участник Народно-освободительной войны Югославии. Народный герой Югославии.

## Биография

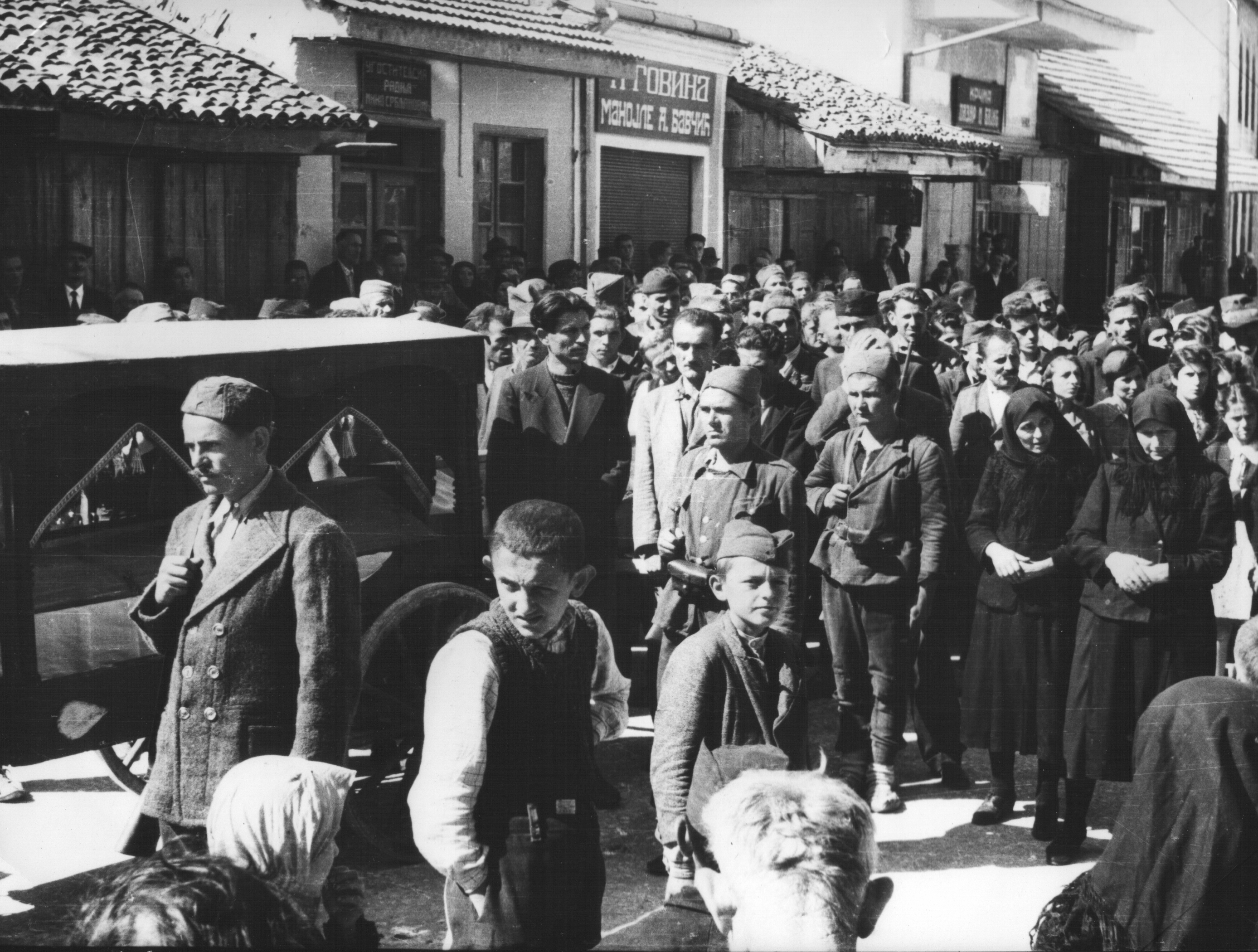
Похороны Бошко Бухи

Родился в 1926 году в славонском селе Градина близ Вировитицы. Как сын крестьян, которые после Первой мировой войны отправились осваивать земли Подравины, после окончания школы занялся земледелием. В 1941 году после вторжения немцев в страну и установления Независимого государства Хорватия, подобно многим сербам, решился бежать от режима усташей. Бежал в Мачву, где в середине лета 1941 года в возрасте 15 лет вступил в партизанский отряд. Вскоре заболел и был отправлен на лечение в госпиталь партизан в Ужицкой республике, а после отхода основных сил в Санджак, уже поправившись, вступил в Ужицкий партизанский отряд. 1 марта 1942 года в Чайниче был принят во 2-ю пролетарскую ударную бригаду, 4-й ужицкий батальон.
С ноября 1941 года воевал не только против немцев и усташей, но и против четников в боях близ Трешницы и Карана. Среди югославских партизан он прославился как партизан-бомбомётчик: в ходе операции он незаметно подкрадывался к вражеским укреплениям и забрасывал врагов бомбами и ручными гранатами. О его таланте и храбрости стали ходить легенды, а его личный отряд, состоявший из его ровесников и ровесниц, стал называться «Партизанской артиллерией». Подобные диверсии он совершал в Чайниче, Козаре, Тарчине, Купресе, Бихаче, Яйцк, Ливно и других городах.
Как представитель 2-й пролетарской ударной бригады, отправился на первый съезд Антифашистского вече народного освобождения Югославии. В декабре 1942 года состоялся съезд молодёжных партизанских организаций в рамках этого вече, прошедший в Бихаче. Бошко было тогда всего 16 лет, и он был довольно маленького роста, но по его внешности нельзя было утверждать, что он слабохарактерный человек. На съезде во время его выступления только в передних рядах можно было рассмотреть хорошенько этого человека, но Бошко уверенным голосом говорил о себе и о своём отряде бомбомётчиков:

Я расскажу вам, друзья, как мы идём к бункерам…
Оригинальный текст (серб.)Ја ћу да вам причам, другови, како ми идемо на бункере..

Бошко Буха рассказывал в подробностях о том, как организовывал диверсии и засады против усташей, уничтожая их отряды. Верховный главнокомандующий Иосип Броз Тито, присутствовавший на съезде, был настолько поражён храбростью этого юноши, что встал со своего места и лично поприветствовал Бошко. Свои личные морально-волевые качества Бошко проявил в сражениях на реках Неретве и Сутьеске, дважды удостоившись благодарности от всё того же Тито.
Бошко погиб 28 сентября 1943 года в деревне Ябука, около Приполья. Бошко совместно с медсестрой Сашей Божович и комиссаром больницы Богданом Раданом попали в засаду, устроенную четниками. Богдан был убит на месте, Бошко оказал сопротивление и был забит до смерти. Саша была ранена и попала в плен, но её вскоре освободили. Перезахоронение останков Бошко Бухи произошло в Прие́поле, неподалёку от того места, где был убит партизан.
Бошко Буха указом Президиума Народной скупщины Федеративной Народной Республики Югославии от 20 декабря 1952 года был посмертно удостоен звания Народного героя Югославии.

## Память о Бухе
- В 1964 году в Ябуке был открыт мемориальный комплекс, названный его именем. В состав комплекса вошли дом-музей, камень с надписью «Здесь в 1943 году погиб пионер, борец и народный герой Бошко Буха», бронзовая скульптура партизанки с пистолетом и книгой, а также восемь бронзовых бюстов юных югославских партизан, в числе которых были Драган Ковачевич, Лепа Радич, Вера Мишчевич, Мате Блажина, Сава Йованович, Милан Мравля и другие. Авторами бюстов, поставленных перед домом, были скульпторы М. Летица и Л. Чабаркапа.
- Множество школ в Югославии названы в честь Бошко Бухи.
- В Белграде существует театр и танцевальный ансамбль имени Бошко Бухи.
- О партизане в 1979 году был снят фильм «Бошко Буха», режиссёром которого был Бранко Бауэр. В советском прокате фильм вышел под именем «Рассчитывайте на нас».